# Casal de Bellpuig
El Casal de Bellpuig és un edifici del municipi de Sant Julià de Vilatorta (Osona) declarat bé cultural d'interès nacional.

## Descripció
Se'n conserven uns grans murs del segle xii a tocar de la població. És un antic Castell assentat damunt uns gresos, a la part més abrupta, vers llevant. En resten dos murs orientats de nord a sud amb un gruix d'uns quatre metres. A l'extrem nord, on el mur té més alçada, es pot observar encara l'arrencada, damunt una imposta, d'una volta de canó (10 m d'alçada), també hi ha espieres i clots per posar-hi bigues i distribuir l'espai verticalment. També a l'extrem Nord-est encara es conserva una cambra reduïda (1 x 4 m), coberta amb volta de canó però molt deteriorada. A l'extrem Sud hi ha un mur de les mateixes característiques i l'inici d'un altre mur que devia anar de llevant a ponent. A llevant, al pendent s'observen restes d'un altre mur, segurament de caràcter defensiu. També en aquest indret hi ha un fragment, de la part de llevant, encara amb l'arrencada de l'arc.
La seva planta s'adaptaria a l'orografia de la zona on se situa, amb un fossat excavat a la roca, que la separa de la resta del puig. Es conserven en alçada variable una torre de planta rectangular (a l'extrem nord-oest) i trams dels seus murs de tancament perimetrals i interiors. La resta de murs i estructures se situen al subsòl, juntament amb les restes de l'evolució i ús de tot el conjunt.

## Història
És una casa forta documentada el 1147. Es troba en el serradet anomenat Puig, damunt el torrent de la Noguera. Donat que no apareix cap notícia sobre el Castell durant els segles xi i xii, els estudiosos l'han situat als segles xii i xiii. El 1234 n'eren senyors Bertran i Berenguera, el 1316 passà a Elisenda de Centelles. El 1327, en un document de Jaume II, es parla que Eimerich, fill d'Elisenda, té el dominis de la casa de Centelles, el castell de ça Meda i de Bellpuig. La vila anava adoptant cada vegada més el nom del Castell, com consta en aquest document (Sancti Juliano de Villatorta et de Pulcho Podio). El 1359 passa a Gelabert, també de Centelles.
Al segle xv el nom del Castell va prenent més preponderància, deixant en segon terme el de Sant Julià. En aquest mateix segle el rei Joan II cedeix el lloc de Sant Julià de Bellpuig (ja no es parla del Castell) a Llorenç d'Altarriba pels favors rebuts durant les revoltes del seu regnat. A partir del segle xv es perden les notícies del Castell per bé que el nom de Sant Julià de Bellpuig perdura en els pergamins de l'arxiu fins ben entrat el segle xvi. Al segle xix l'ajuntament va voler tributar memòria al Castell amb un escut, format per un Castell damunt branques de llorer, més tard es substituí per un altre amb les parets enrunades.